# Třtí (Dolní Hbity)
Třtí je malá vesnice, část obce Dolní Hbity v okrese Příbram ve Středočeském kraji. Nachází se asi 3,5 kilometru východně od Dolních Hbit. Je zde evidováno 18 adres. V roce 2011 zde trvale žilo 44 obyvatel.
Třtí je také název katastrálního území o rozloze 3,3 km².

## Historie
První písemná zmínka o vesnici pochází z roku 1572.

## Obyvatelstvo
| Rok            | 1869 | 1880 | 1890 | 1900 | 1910 | 1921 | 1930 | 1950 | 1961 | 1970 | 1980 | 1991 | 2001 | 2011 | 2021 |
| -------------- | ---- | ---- | ---- | ---- | ---- | ---- | ---- | ---- | ---- | ---- | ---- | ---- | ---- | ---- | ---- |
| Počet obyvatel | 138  | 145  | 137  | 123  | 119  | 101  | 73   | 65   | 61   | 70   | 63   | 53   | 39   | 44   | 42   |
| Počet domů     | 16   | 17   | 17   | 17   | 17   | 17   | 16   | 16   | 16   | 16   | 15   | 16   | 16   | 18   | 19   |

## Obecní správa
Při sčítání lidu v letech 1850–1979 Třtí bylo osadou obce Luhy v okrese Příbram. Od 1. ledna 1980 je částí obce Dolní Hbity v okrese Příbram.

## Galerie

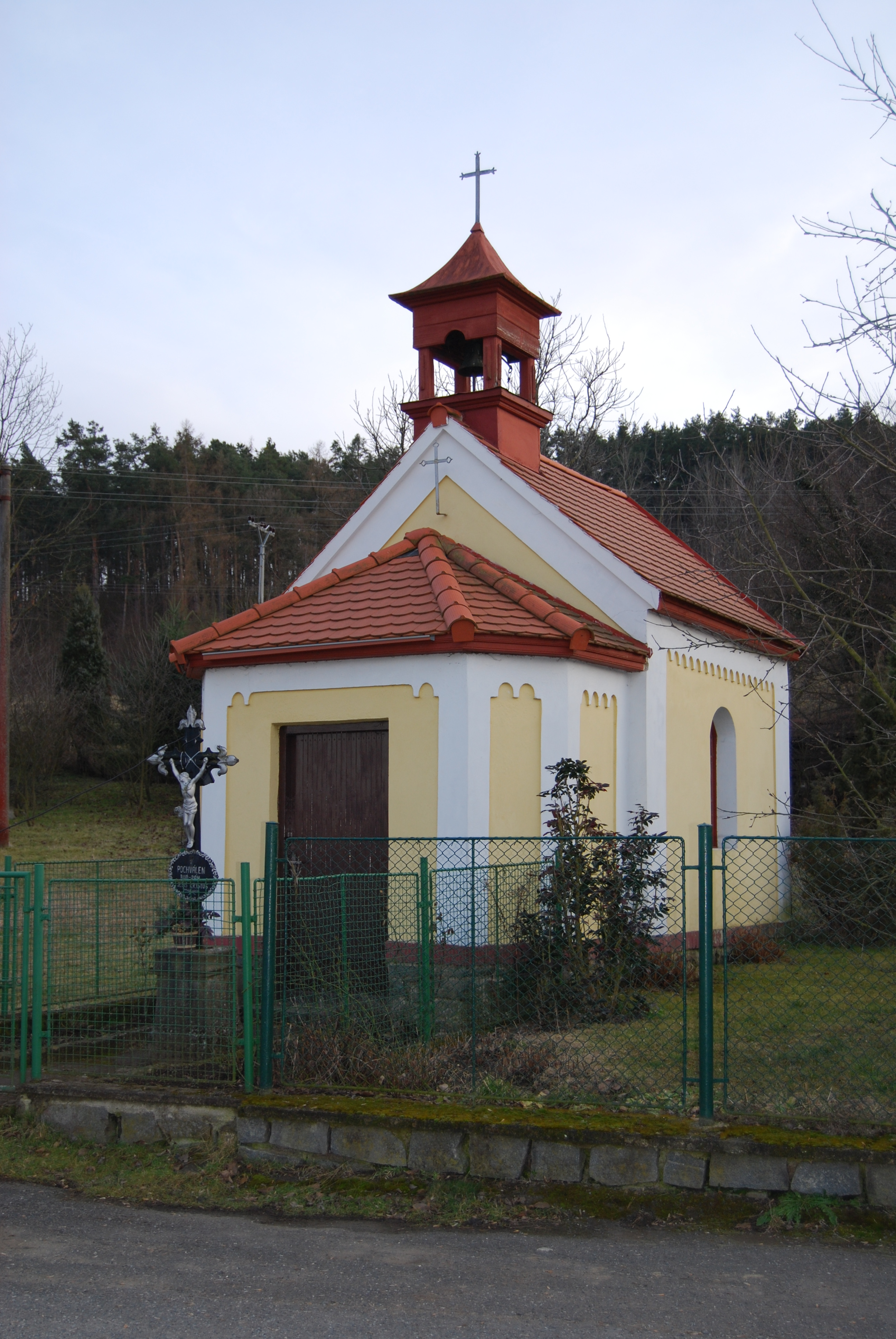
Kaple ve vesnici
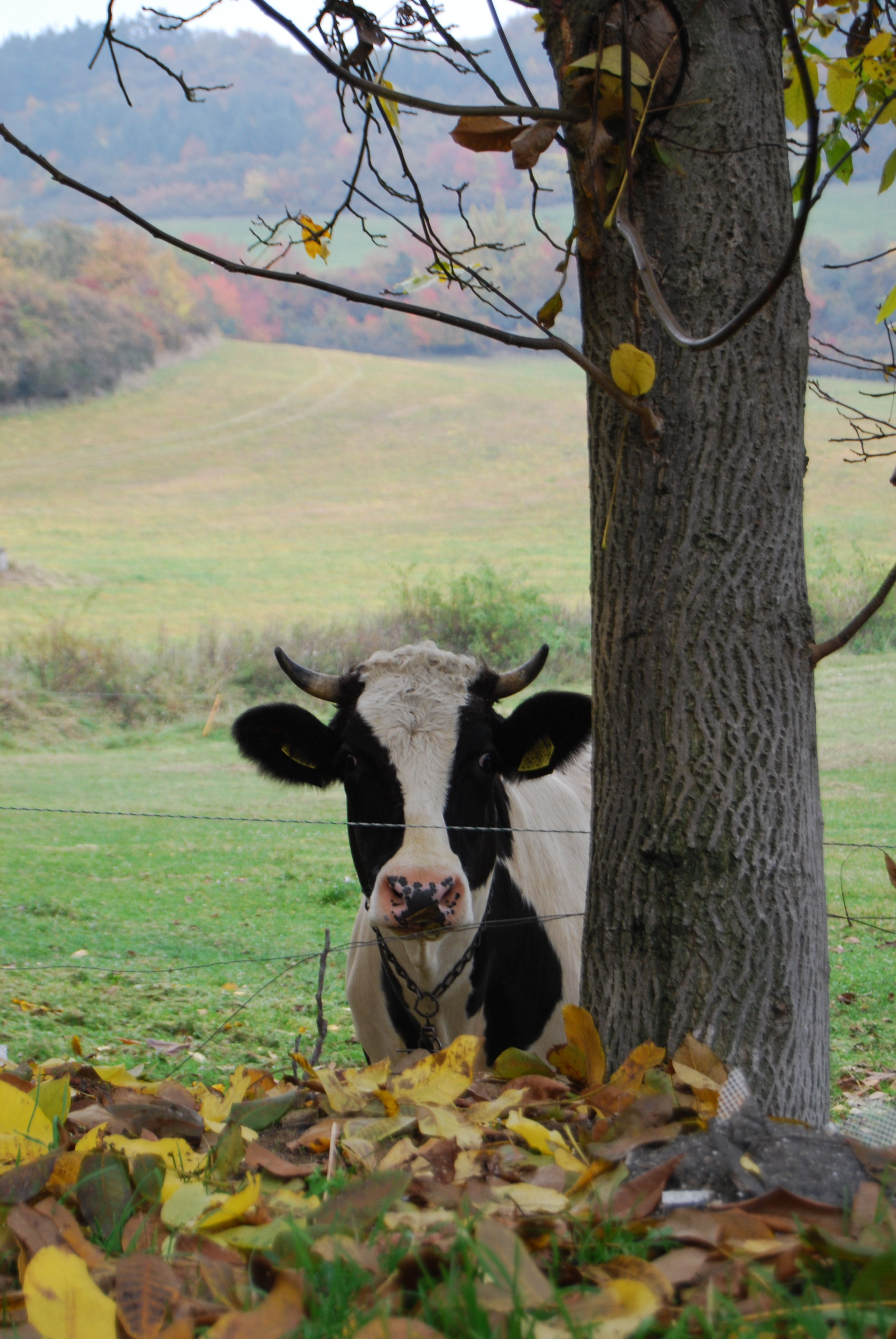
Pasoucí se dobytek
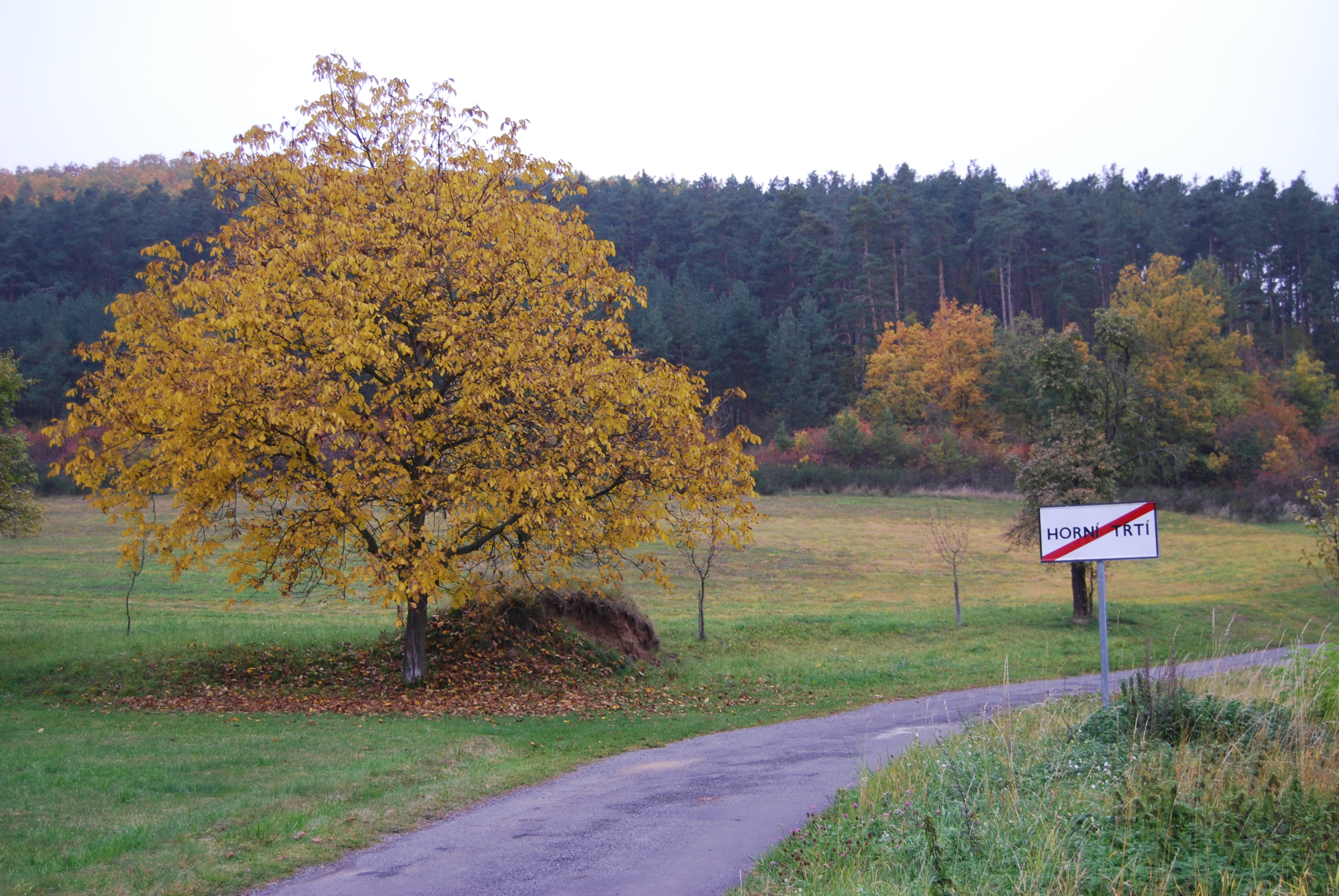
Komunikace ve vsi